# Estrela da Vida
A Estrela da Vida é uma estrela azul, de seis pontas, delineada com uma borda branca e geralmente apresentando o Bastão de Esculápio no centro. É considerada como o símbolo dos serviços de emergência médica (sigla em inglês, EMS) em vários países.

## História
A Estrela da Vida foi originalmente projetada pela Associação Médica Americana (AMA) em 1963 como o Símbolo de Identificação Médica Universal. A AMA não marcava o símbolo nem os direitos autorais.  O símbolo foi promovido pela Cruz Vermelha Americana e rapidamente adotado mundialmente como um símbolo médico de emergência. Em 1970, quando o Comitê de Serviços Médicos de Emergência da Associação Médica Americana formou o Registro Nacional de Técnicos Médicos de Emergência (NREMT), a AMA escolheu a Estrela da Vida como logotipo da organização e um símbolo a ser usado para designar o pessoal de Serviços Médicos de Emergência certificado nacionalmente. Em 1973, a NREMT solicitou uma marca registrada para o logotipo da Estrela da Vida. A marca registrada dos Estados Unidos foi concedida em 1975 e permanece como parte da marca registrada do Registro Nacional de EMTs.
Antes do desenvolvimento da Estrela da Vida, as ambulâncias norte-americanas eram mais comumente designadas com uma cruz laranja de segurança sobre um fundo quadrado. Em 1973, a Cruz Vermelha Americana reclamou que a cruz laranja se assemelhava muito ao logotipo de uma cruz vermelha sobre um fundo branco, cujo uso é restrito pelas Convenções de Genebra. Dr. Dawson Mills, Chefe da Filial EMS, National Highway Traffic Safety Administration (NHTSA) nos Estados Unidos, pediu permissão ao Registro Nacional de EMTs para estender o uso do símbolo Estrela da Vida como o "identificador nacional para serviços médicos de emergência" nos Estados Unidos. Leo R. Schwartz, Chefe da Filial EMS, NHTSA, modificou a Estrela da Vida acrescentando as seis principais tarefas dos Serviços Médicos de Emergência e mudando a cor para azul.
Em Portugal, a Estrela da Vida se tornou o símbolo do Instituto Nacional de Emergência Médica (INEM), quando o Serviço Nacional de Ambulâncias em 3 de março de 1977, solicitou o registro do símbolo para uso no serviços de emergências médicas, a qual começou a ser usado em 16 de fevereiro de 1981, quando foi aprovado. No Brasil, a Estrela é usada no Serviço de Atendimento Móvel de Urgência (SAMU) em sua variação vermelha.

## Simbolismo

As seis pontas da Estrela da Vida

Os seis ramos da estrela representam as seis principais tarefas executadas pelos socorristas, todas através da cadeia de emergência:
1. Detecção: os primeiros socorristas (podendo ser civis não treinados), envolvidos ou não, procuram a entender e detectar o problema.
2. Alerta: a ajuda profissional é chamada.
3. Pré-socorro: os primeiros socorristas dão os primeiros socorros e fazem os cuidados de acordo com suas capacidades.
4. Socorro no local do acidente: os profissionais de emergência médica chegam e prestam os cuidados imediatos no local.
5. Cuidados no transporte: os profissionais de emergência médica fazem a transferência do paciente para o hospital, por ambulância ou helicóptero. Eles prestam o atendimento médico durante o transporte.
6. Transferência para os cuidados definitivos: cuidados apropriados são dados no hospital.

## Uso comum
Em hospitais e outros edifícios, os elevadores marcados com o símbolo indicam que o elevador é suficientemente grande para segurar uma maca.